# Carlos Malamud
Carlos Malamud (Buenos Aires, 1951) és historiador i analista polític i de relacions internacionals de l'Amèrica Llatina. És catedràtic d'Història d'Amèrica de la Universitat Nacional d'Educació a Distància (UNED) i investigador principal per a l'Amèrica Llatina del Real Instituto Elcano de Estudios Internacionales y Estratégicos. Ha escrit i editat nombrosos llibres d'història llatinoamericana, entre els més recents, Populismos latinoamericanos (2010) i Historia de América (2010). Actualment compatibilitza el seu treball d'historiador amb el d'analista polític i de relacions internacionals de l'Amèrica Llatina. És responsable de la secció de l'Amèrica Llatina de la Revista de Libros.